# Bilo (Serbia)
Bilo (cyr. Било) – wieś w Serbii, w okręgu pirockim, w gminie Dimitrovgrad. W 2011 roku liczyła 3 mieszkańców.